# 马拉维 (菲律宾)
马拉维，是菲律宾邦薩摩洛南拉瑙省的省府。由於馬拉威有邦薩摩洛最大的清真寺，長期以來一直被稱為菲律賓的「伊斯蘭之都」，因此曾經在2017年被極端組織伊斯蘭國盯上。伊斯蘭國在東南亞的分支組織毛特組織發動襲擊，並佔據該城市達五個月的馬拉威危機。
該城市的居民主要是马来诺人，语言是马来诺语，这座城市所在的省分因位在拉瑙湖南邊，故命名為南拉瑙省，该湖在马来诺语称为“Meranau”。
由於馬來諾族是菲律賓邦薩摩洛境內人數最多的穆斯林族群，位於該城市的民答那峨马拉维邦立大學（Mindanao State University of Marawi, MSU-Marawi），堪稱是培育菲律賓穆斯林人才的重鎮之一。